# Никельцирконий
Никельцирконий — бинарное неорганическое соединение
никеля и циркония
с формулой NiZr,
кристаллы.

## Получение
- Спекание стехиометрических количеств чистых веществ:

{\displaystyle {\mathsf {Ni+Zr\ {\xrightarrow {1260^{o}C}}\ NiZr}}}

## Физические свойства
Никельцирконий образует кристаллы
ромбической сингонии,
пространственная группа C mcm,
параметры ячейки a = 0,3268 нм, b = 0,9937 нм, c = 0,4101 нм, Z = 4,
структура типа борида хрома CrB
.
Соединение конгруэнтно плавится при температуре 1260°С  (в литературе большой разнобой в температурах плавления 1210÷1470°С ).